# Brenthia leucatoma
Brenthia leucatoma là một loài bướm đêm thuộc họ Choreutidae. Loài này có ở Ethiopia và Nam Phi.